# CKX-TV-Sendemast
Der CKX-TV-Sendemast ist das zweithöchste Bauwerk in Kanada. Er befindet sich in Hayfield, östlich von Souris in Manitoba und ist 411,5 Meter hoch und wurde 1973 errichtet. Zehn Jahre später stürzte er bei einem Blizzard ein. Er wurde 1985 wieder mit der gleichen Höhe aufgebaut.